# DDR-Meisterschaften im Hallenfaustball 1958/59
Die DDR-Meisterschaften im Hallenfaustball 1958/59 waren die siebente Austragung der DDR-Meisterschaften der Männer und Frauen im Hallenfaustball der DDR in der Saison 1958/59. Die Meisterschaftsfinalspiele fanden am 14./15. März 1959 in Leipzig statt.

## Frauen
Die Mannschaften waren in drei Staffeln eingeteilt. Aufgrund geografischer Nähe spielten die beiden Neulinge in Staffel II und Empor Barby wechselte aus Staffel II (zurück) in Staffel III.
Für die Meisterschaftsspiele qualifizierten sich die beiden Besten jeder Staffel.
Die Spieltage waren wie folgt terminiert:
1. Spieltag
- Staffel I: 6./7. Dezember 1958 in Großenhain
- Staffel II: 11. Januar 1959 in Rostock, Marienehe
- Staffel III: 14. Dezember 1958 in Erfurt

2. Spieltag
- Staffel I: 31. Januar/1. Februar 1959 in Dresden
- Staffel II: 7. Februar 1959 in Staßfurt
- Staffel III: 24. Januar 1959 in Staßfurt

Endstand
| Mannschaft             | Punkte |
| ---------------------- | ------ |
| Lok Görlitz (N)        | 16:0   |
| Motor Görlitz Mitte I  | 12:4   |
| Rotation Dresden Mitte | 8:8    |
| Motor Görlitz Mitte II | 4:12   |
| TSC Oberschöneweide    | 0:16   |

| Mannschaft              | Punkte |
| ----------------------- | ------ |
| Lok Schwerin            | 14:2   |
| Lok Köthen              | 12:4   |
| Einheit/Empor Rostock 1 | 8:8    |
| Motor Rathenow (N)      | 6:10   |
| Stahl Eisleben (N)      | 0:16   |

| Mannschaft         | Punkte |
| ------------------ | ------ |
| Empor Barby (M)    | 16:0   |
| Einheit Weimar     | 10:6   |
| Stahl Megu Leipzig | 8:8    |
| Motor West Suhl    | 4:12   |
| Chemie Jena        | 2:14   |

Auf-/Abstieg: Der letzte jeder Staffel stieg in die Liga ab. Die Sieger der drei Ligastaffeln Aktivist Staßfurt (Nord), ISG Hirschfelde (Süd) und Motor Zeiss Jena (West) waren aufstiegsberechtigt.
Finalspiele
| Platz | Mannschaft               | Punkte |
| ----- | ------------------------ | ------ |
| 1.    | Empor Barby (M)          | 10:0   |
| 2.    | Lok Schwerin             | 8:2    |
| 3.    | Lok Köthen               | 4:6    |
| 4.    | Einheit/Medizin 2 Weimar | 4:6    |
| 5.    | Motor Görlitz Mitte I    | 2:8    |
| 6.    | Lok Görlitz              | 2:8    |

## Männer
Die Mannschaften waren in drei Staffeln eingeteilt, die bis auf die Auf- und Absteiger die Einteilung der Vorsaison beibehielten.
Für die Meisterschaftsspiele qualifizierten sich die beiden Besten jeder Staffel.
Die Spieltage waren wie folgt terminiert:
1. Spieltag
- Staffel I: 6./7. Dezember 1958 in Großenhain
- Staffel II: 4. Januar 1959 in Leipzig, DHfK Halle C[5]
- Staffel III: 14. Dezember 1958 in Erfurt

2. Spieltag
- Staffel I: 31. Januar/1. Februar 1959 in Dresden
- Staffel II: 25. Januar 1959 in Leipzig, DHfK-Halle[3]
- Staffel III: 25. Januar 1959 in Staßfurt

Endstand
| Mannschaft               | Punkte |
| ------------------------ | ------ |
| ISG Hirschfelde (M)      | 18:2   |
| Fortschritt Zittau       | 18:2   |
| Lok Dresden              | 10:10  |
| Motor Rochlitz           | 7:13   |
| Motor Dresden Ost        | 5:15   |
| Aktivist Freienhufen (N) | 2:18   |

| Mannschaft           | Punkte |
| -------------------- | ------ |
| Empor Barby          | 20:0   |
| Lok Wittstock (N)    | 11:9   |
| Fortschritt Glauchau | 10:10  |
| Stahl Megu Leipzig   | 9:11   |
| Motor Zwickau Süd    | 8:12   |
| Lok Bitterfeld       | 2:18   |

| Mannschaft               | Punkte |
| ------------------------ | ------ |
| Wissenschaft Halle       | 20:0   |
| Empor Rudolstadt         | 13:7   |
| Motor Erfurt West I      | 10:10  |
| LVB Leipzig              | 9:11   |
| Lok Güstrow              | 7:13   |
| Motor Erfurt West II (N) | 1:19   |

Auf-/Abstieg: Der letzte jeder Staffel stieg in die Liga ab. Die Sieger der drei Ligastaffeln Lok Schwerin (Nord), ISG Hirschfelde II (Süd) und Traktor Schleusingen (West) waren aufstiegsberechtigt.
Finalspiele
| Platz | Mannschaft               | Punkte |
| ----- | ------------------------ | ------ |
| 1.    | Aktivist Hirschfelde (M) | 10:0   |
| 2.    | HSG Wissenschaft Halle   | 7:3    |
| 3.    | Empor Barby              | 6:4    |
| 4.    | Lok Wittstock            | 4:6    |
| 5.    | Empor Rudolstadt         | 2:8    |
| 6.    | Fortschritt Zittau       | 1:9    |